# 19 (Album)
19 ist das Debütalbum der britischen Sängerin Adele aus dem Jahr 2008.

## Hintergrund und Lieder
Insgesamt befinden sich auf dem Album zwölf Lieder. Hometown Glory, die erste Singleauskopplung, findet sich in einigen Fernsehserien wieder, darunter Grey’s Anatomy und Skins. Chasing Pavements, die zweite Single, erreichte mit Platz zwei in den britischen Charts und Charteinstiegen in Deutschland, Österreich und den Vereinigten Staaten die beste kommerzielle Resonanz. Als dritte Single folgte April 2008 der Titel Cold Shoulder. Das Lied Make You Feel My Love ist eine Coverversion des 1997 erschienenen Originals von Bob Dylan.
Das Lied My Same stieg 2010, zwei Jahre nach Veröffentlichung des Albums, in die deutschen Charts ein, nachdem Lena Meyer-Landrut den Titel in der deutschen ESC-Vorentscheidung Unser Star für Oslo gesungen hatte.

## Artwork
Auf dem Frontcover des Albums ist eine Nahaufnahme von Adeles Gesicht zu sehen. Rechts darunter steht in weißer Schrift „Adele“ sowie daran angehängt, in Handschrift, der Albumtitel „19“ – das Alter der Künstlerin zum Zeitpunkt der Aufnahme des Albums.

## Titelliste
| #   | Titel                  | Länge |
| --- | ---------------------- | ----- |
| 1.  | Daydreamer             | 3:41  |
| 2.  | Best for Last          | 4:19  |
| 3.  | Chasing Pavements      | 3:31  |
| 4.  | Cold Shoulder          | 3:12  |
| 5.  | Crazy for You          | 3:28  |
| 6.  | Melt My Heart to Stone | 3:24  |
| 7.  | First Love             | 3:10  |
| 8.  | Right as Rain          | 3:17  |
| 9.  | Make You Feel My Love  | 3:32  |
| 10. | My Same                | 3:16  |
| 11. | Tired                  | 4:19  |
| 12. | Hometown Glory         | 4:31  |

## Singleauskopplungen
| Jahr | Titel                 | Höchstplatzierung, Gesamtwochen, AuszeichnungChartplatzierungen (Jahr, Titel, , Platzierungen, Wochen, Auszeichnungen, Anmerkungen) | Höchstplatzierung, Gesamtwochen, AuszeichnungChartplatzierungen (Jahr, Titel, , Platzierungen, Wochen, Auszeichnungen, Anmerkungen) | Höchstplatzierung, Gesamtwochen, AuszeichnungChartplatzierungen (Jahr, Titel, , Platzierungen, Wochen, Auszeichnungen, Anmerkungen) | Höchstplatzierung, Gesamtwochen, AuszeichnungChartplatzierungen (Jahr, Titel, , Platzierungen, Wochen, Auszeichnungen, Anmerkungen) | Anmerkungen                                                  |
| Jahr | Titel                 | DE | AT | UK | US | Anmerkungen                                                  |
| ---- | --------------------- | --- | --- | --- | --- | ------------------------------------------------------------ |
| 2007 | Hometown Glory        | — | — | UK19 (29 Wo.)UK | — | Erstveröffentlichung: 22. Oktober 2007 Verkäufe: + 819.000   |
| 2008 | Chasing Pavements     | DE46 (10 Wo.)DE | AT56 (9 Wo.)AT | UK2 (25 Wo.)UK | US21 (7 Wo.)US | Erstveröffentlichung: 11. Januar 2008 Verkäufe: + 2.610.000  |
| 2008 | Cold Shoulder         | — | — | UK18 (10 Wo.)UK | — | Erstveröffentlichung: 28. April 2008 Verkäufe: + 200.000     |
| 2008 | Make You Feel My Love | — | — | UK4 (73 Wo.)UK | — | Erstveröffentlichung: 27. Oktober 2008 Verkäufe: + 3.545.000 |

## Rezensionen
| Professionelle Bewertungen | Professionelle Bewertungen |
| -------------------------- | -------------------------- |
| Kritiken                   |                            |
| Quelle                     | Bewertung                  |
| laut.de                    | [ 2 ]                      |
| CDStarts                   | [ 3 ]                      |
| AllMusic                   | [ 4 ]                      |

laut.de vergab nur zwei von fünf Sternen. Die deutsche Musikredaktion hebt zwar Adeles Stimme positiv hervor, kritisiert allerdings das Liedgut. Das Album würde sich nicht genug von „Bedingfield, Winehouse und Konsorten“ abheben.
CDStarts unterstreicht die zweite Albumhälfte als „weitaus besser“ und goutiert das Album mit acht von zehn Sternen.
Die britische Seite Allmusic sieht 19 als „ausgezeichnetes Debüt“, sowohl was Qualität als auch Originalität angeht.

## Kommerzieller Erfolg

### Chartplatzierungen
| ChartsChartplatzierungen       | Höchstplatzierung | Wochen |
| ------------------------------ | ----------------- | ------ |
| Deutschland (GfK)              | 15 (108 Wo.)      | 108    |
| Österreich (Ö3)                | 29 (46 Wo.)       | 46     |
| Schweiz (IFPI)                 | 15 (86 Wo.)       | 86     |
| Vereinigte Staaten (Billboard) | 4 (222 Wo.)       | 222    |
| Vereinigtes Königreich (OCC)   | 1 (223 Wo.)       | 223    |

| ChartsJahrescharts (2008)      | Platzierung |
| ------------------------------ | ----------- |
| Schweiz (IFPI)                 | 95          |
| Vereinigte Staaten (Billboard) | 197         |
| Vereinigtes Königreich (OCC)   | 16          |

| ChartsJahrescharts (2009)      | Platzierung |
| ------------------------------ | ----------- |
| Vereinigte Staaten (Billboard) | 62          |

| ChartsJahrescharts (2010)    | Platzierung |
| ---------------------------- | ----------- |
| Vereinigtes Königreich (OCC) | 85          |

| ChartsJahrescharts (2011)      | Platzierung |
| ------------------------------ | ----------- |
| Deutschland (GfK)              | 45          |
| Vereinigte Staaten (Billboard) | 37          |
| Vereinigtes Königreich (OCC)   | 4           |

| ChartsJahrescharts (2012)      | Platzierung |
| ------------------------------ | ----------- |
| Deutschland (GfK)              | 94          |
| Vereinigte Staaten (Billboard) | 16          |
| Vereinigtes Königreich (OCC)   | 43          |

| ChartsJahrescharts (2013)      | Platzierung |
| ------------------------------ | ----------- |
| Vereinigte Staaten (Billboard) | 171         |

| ChartsJahrescharts (2016)      | Platzierung |
| ------------------------------ | ----------- |
| Vereinigte Staaten (Billboard) | 126         |

### Auszeichnungen für Musikverkäufe
| Land/Region                  | Auszeichnungen für Musikverkäufe (Land/Region, Auszeichnung, Verkäufe) | Verkäufe    |
| ---------------------------- | ---------------------------------------------------------------------- | ----------- |
| Australien (ARIA)            | 2× Platin                                                              | 214.000     |
| Belgien (BRMA)               | 2× Platin                                                              | 60.000      |
| Dänemark (IFPI)              | 3× Platin                                                              | 60.000      |
| Deutschland (BVMI)           | Platin                                                                 | 200.000     |
| Europa (IFPI)                | 3× Platin                                                              | (3.000.000) |
| Europa (Impala)              | 4× Platin                                                              | (1.600.000) |
| Finnland (IFPI)              | Gold                                                                   | 15.709      |
| Italien (FIMI)               | Platin                                                                 | 50.000      |
| Kanada (MC)                  | 4× Platin                                                              | 400.000     |
| Mexiko (AMPROFON)            | Gold                                                                   | 40.000      |
| Neuseeland (RMNZ)            | 4× Platin                                                              | 60.000      |
| Niederlande (NVPI)           | 3× Platin                                                              | 350.000     |
| Schweiz (IFPI)               | Platin                                                                 | 30.000      |
| Spanien (Promusicae)         | Platin                                                                 | 80.000      |
| Vereinigte Staaten (RIAA)    | 4× Platin                                                              | 4.000.000   |
| Vereinigtes Königreich (BPI) | 8× Platin                                                              | 2.450.000   |
| Insgesamt                    | 2× Gold · 41× Platin ·                                                 | 8.009.709   |

Hauptartikel: Adele (Sängerin)/Auszeichnungen für Musikverkäufe